# Clip Clip
Clip Clip è stato un programma televisivo musicale italiano per giovani e adolescenti, in onda su Telemontecarlo dal 1986 al 1990, condotto da Max De Tomassi e Myriam Fecchi, prodotto da Carlo Briani e diretto da Pierluigi Andreani (anche autore).
Il programma ha aperto la strada dei programmi televisivi in diretta da studio con contributi video musicali, interviste e ospiti internazionali: tra gli altri Sting, Boy George, Little Steven, Chet Baker, Peter Gabriel, Gianna Nannini, Tullio De Piscopo, Raf.
Numerosi videoclip sono stati lanciati dal programma in anteprima, come Like a Prayer, Don't Worry, Be Happy, Calling You. Vi sono stati anche reportage su concerti: Michael Jackson Bad World Tour Roma 1988 Stadio Flaminio, Stevie Wonder Palaeur 1987, Pink Floyd The Monumentary Lapse Of Reason Tour '88 Roma Stadio Flaminio.
Clip Clip è stato interrotto nel 1990 perché la formula è stata oramai inflazionata.